# 아세토 코르사 EVO
아세토 코르사 EVO(Assetto Corsa EVO)는 이탈리아의 비디오 게임 개발자 쿠노스 시뮬라지오니에서 개발 중인 심 레이싱 비디오 게임이다. 이 게임은 2025년 1월 16일에 스팀 앞서 해보기로 출시되었다.
이전작인 아세토 코르사 컴페티치오네에 이은 아세토 코르사 시리즈의 세 번째 작품이다.

## 게임 플레이
앞서 해보기 1차 출시에서는 5개의 트랙, 20대의 차량, 7개의 게임 모드로 출시되었다. 하지만 2025년 내내 더 많은 트랙이 출시될 예정이다. 출시 시점의 트랙에는 브랜즈 해치, 마운트 파노라마 서킷, 스즈카 국제 레이싱 코스, 이몰라 서킷, 라구나 세카가 포함되었다. 7개의 게임 모드는 싱글 플레이, 연습, 빠른 레이스, 드라이빙 아카데미, 스페셜 이벤트, 핫스틴트, 테스트 드라이브이다. 드라이빙 아카데미는 플레이어가 "더 빠른 차량과 특별 이벤트를 잠금 해제하기 위해 실력을 향상하고 면허를 획득하는" 모드이다.
앞서 해보기 타이틀을 출시한 직후, 개발사 쿠노스 시뮬라지오니는 아세토 코르사 EVO의 로드맵을 공개했으며, 이탈리아 스튜디오는 2025년 가을 무렵에 게임을 정식 출시하는 것을 목표로 하고 있다.

## 평가
아세토 코르사 EVO는 앞서 해보기에 진입했을 때 대부분 긍정적인 평가를 받았다. 일부 플레이어는 대부분의 기능에 액세스하기 위해 항상 온라인 상태여야 한다는 요구 사항을 비판했다. 다른 사용자들은 게임 전체의 기능이 당시에는 기본적인 수준임에도 불구하고 초기 차량 물리 및 핸들링 상태에 만족했다.